# Полянци (етнографска група)
Полянцѝте, наричани още хърцои са българска етнографска група, обитаваща ареала между Стара планина и река Дунав – от река Искър до Силистра. В района на Троянския и Тетевенския Балкан, балканджиите използват думата полендаци. Идва от поле, равнина. Така наричат диалектно хората от полето, от ниското, от Дунавската равнина, най-вече от Плевенска и Ловешка област. Техни съседи са балканджиите, населяващи Стара планина, на изток от Искърския пролом, шопите, живеещи на запад и добруджанците – на изток. Една от техните субгрупи са капанците. От османците полянците красноречиво са наричани „ерлии“ от турското yerli – местен жител, кореняк.
Според носията им се отнасят към т.нар. „белодрешковци“ с преходни форми към „чернодрешковците“. Женското облекло е двупрестилчено с тесни дълги коланни пояси и живописни шевици по ризите. Сред полянците в Северозападна България семейната задруга се запазва до най-късно. По занятие са предимно земеделци, живеещи в по време на османската власт в относително големи селища от уземни едноделни жилища, храната е най-вече зърнена – пшеничен хляб, качамак, наричан от тях още и мамалига, различни видове баници, трахана (булгур) и т.н.
Във фолклора най-характерни са коледуването на възрастни коледари с широк песенен репертоар и сурвакане с дрянова сурвакница на Нова година, надпяването на пръстените става на Нова година и се нарича „Ладуване“, еньовденските практики са слабо застъпени. Кукерските игри като заговезнишки обичай са запазени в Силистренско, ръководна роля тук играе бабата, а не мъжкият кукер. Подобно на от север Дунав се среща и обичая „Брезая“ която посещава дома преди коледарите и гони злите духове. Популярно е лазаруването с „Буенец“. В някои селища по това време се разиграват т.нар. „мъжки“ (или ергенски) сватби", с които се напомня на старите ергени да се женят. Много типични за тези българи са „Русалиите“, наричани още „Калушари“. Русалските игри имат магическо-лечебен характер и се играят през „русалската неделя“. От обичаите за дъжд тук се практикува „Герман“, наричан „Скалоян“, „Калояни“, както и „Гоненето на змей“, за който се вярва, че задържа дъждоносните облаци. В народния бит преобладават обредните, седенкарските и жетварските песни. Предпочитани музикални инструменти са гъдулката, кавалът, гайдата с висок регистър (т.нар. джура гайда). Песните са предимно едногласни, а танците – сключени хора и ръченици.
Полянците заедно, най-вече, с балканджии и рупци през XVIII—XIX век се разселват в Добруджа и заедно с оцелелите от завареното средновековно българско население образуват етнографската група на българите добруджанци.
Мизийците „Полянци“ не следва да се бъркат с част от шопите в Софийското поле, които са наричани по същия начин.